# ميهارو هيرانو
ميهارو هيرانو (باليابانية: 平野 美晴، بالروماجي: Hirano Miharu)، ظهرت كلباس بديل للينغ شاويو في تيكن 4، وأفضل صديقاتها في قصة اللعبة. تتشارك ميهارو مع شاويو في أسلوب القتال، وكذلك في البادئة والخاتمة وحركات الانتصار. ترتدي ميهارو لباساً مدرسياً مشابهاً للذي ترتديه شاويو وهي ذات شعر أحمر داكن وقصير.

## وصلات خارجية
- تيكن ويكي
- تيكنبيديا الإنجليزية